# Louis-Jacques Cathelin
Louis-Jacques Cathelin, född 1738, död 1804, var en fransk gravör.
Louis-Jacques Cathelin var elev till Jacques-Philippe Le Bas. Han utmärkte sig särskilt genom sina skicklig graverade porträtt av bland annat kända historiska personer. Louis-Jacques Cathelin räknas i rang med Nicolas Noël Le Mire, Étienne Ficquet, Charles-Étienne Gaucher och andra av 1800-talets skickliga gravörer. År 1777 blev Louis-Jacques Cathelin medlem i Académie Royale de Peinture et de Sculpture.
Louis-Jacques Cathelin föddes och dog i Paris.

## Galleri

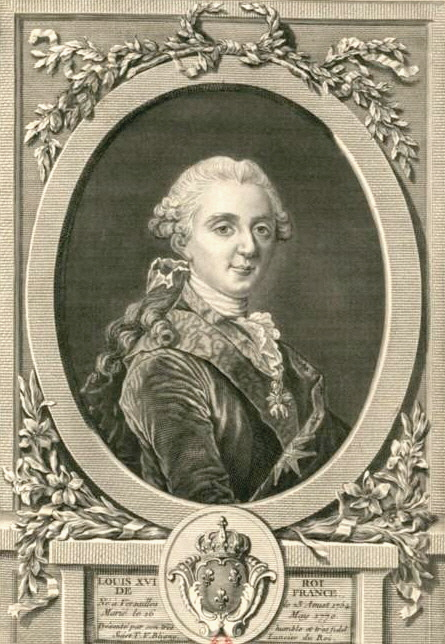
Ludvig XVI av Frankrike
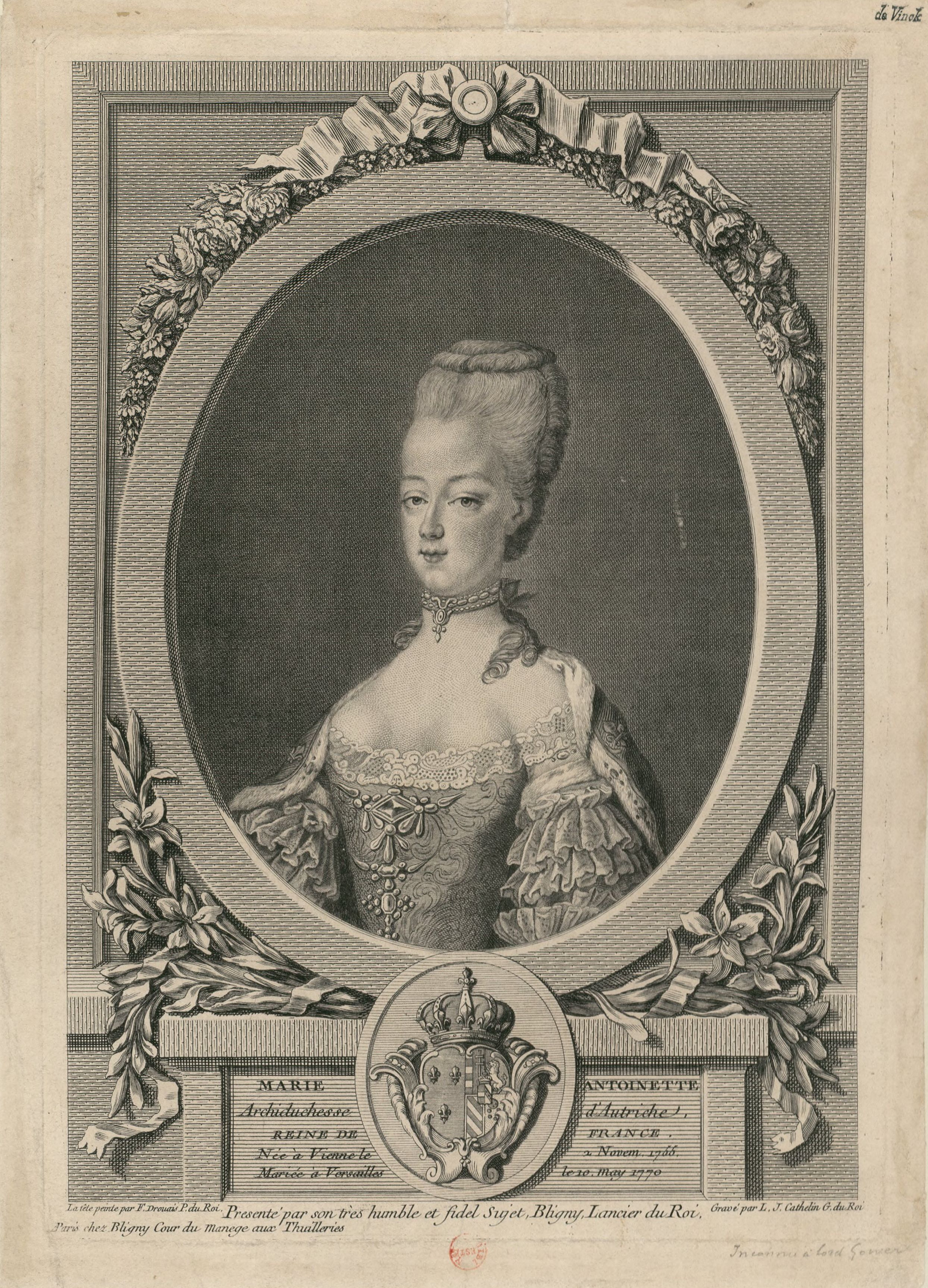
Marie-Antoinette
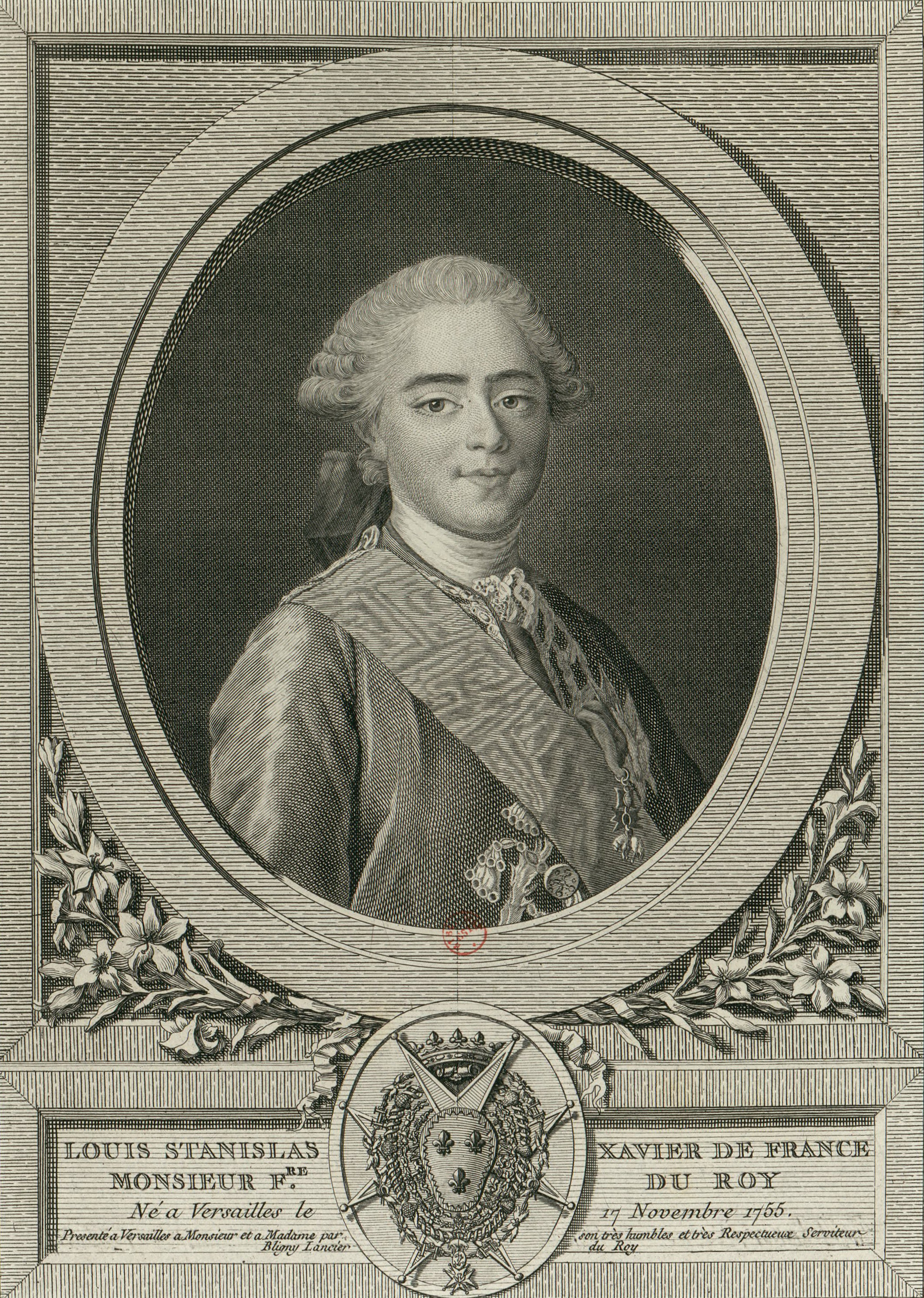
Ludvig XVIII av Frankrike
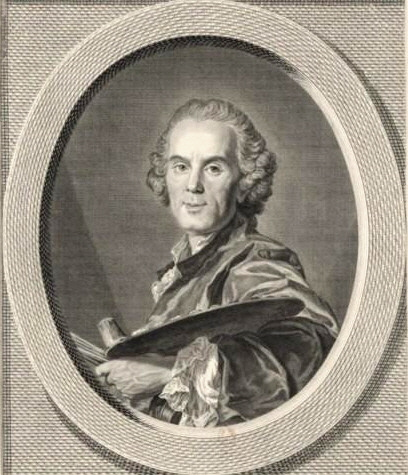
Claude Joseph Vernet
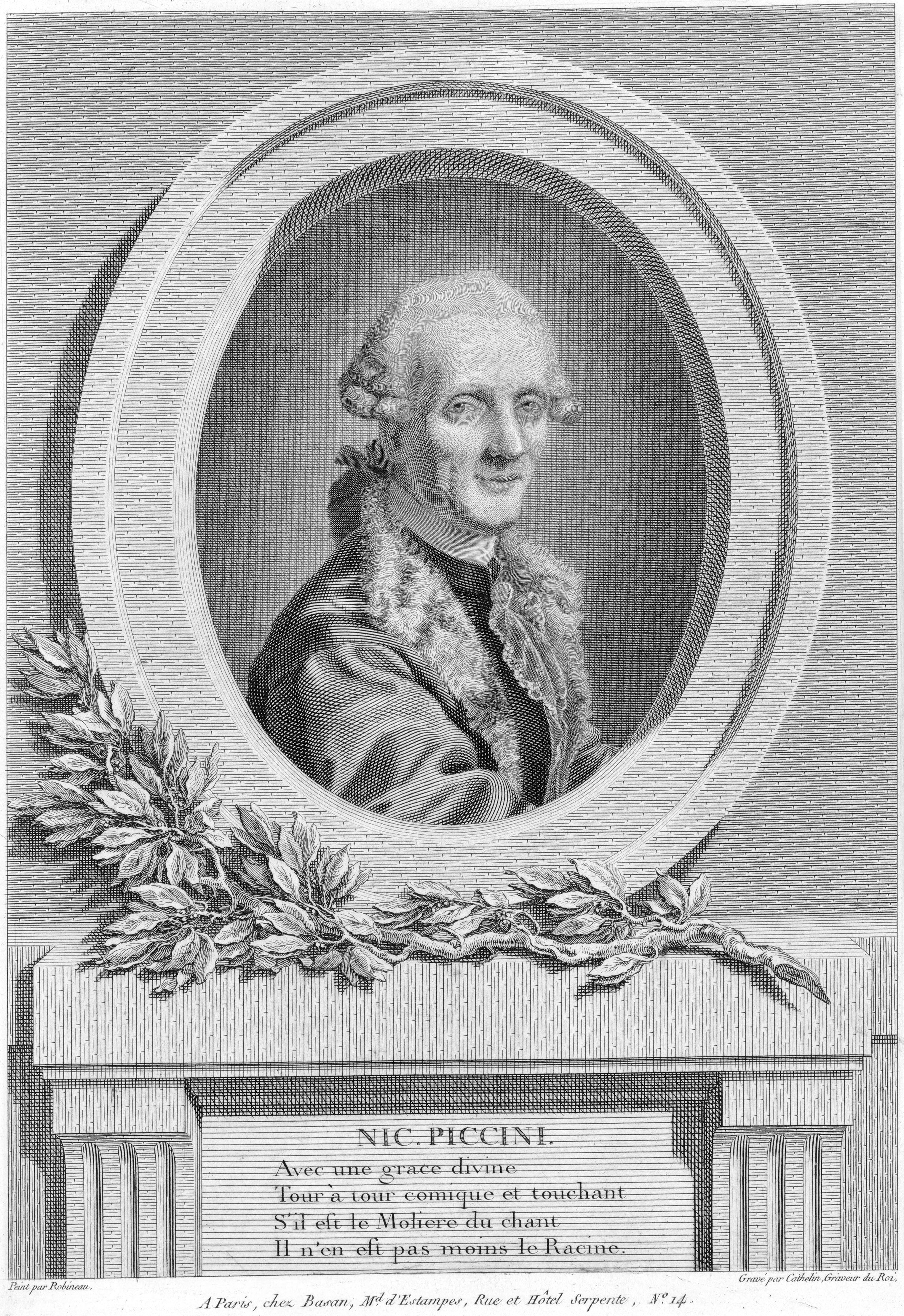
Niccolò Piccinni
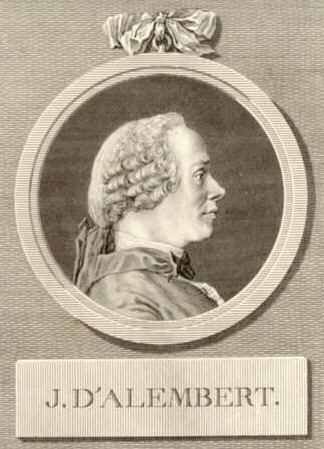
Jean le Rond d'Alembert